# Dassault Étendard II
Dassault Étendard II là một nguyên mẫu máy bay tiêm kích thử nghiệm của Pháp, đây là phát triển ban đầu như một kết quả theo sau của dự án Dassault Mystère. Nó được Không quân Pháp đánh giá thử nghiệm nhưng đã bị loại bỏ do sự xuất hiện của loại máy bay hoàn thiện hơn là Dassault Mirage III.
Mẫu thử nghiệm này ban đầu có tên gọi là Mystère XXII, nó được phát triển để đáp ứng nhu cầu của Không quân Pháp về một máy bay tiêm kích-ném bom động cơ phản lực và cơ động. Trong cùng thời gian này, một yêu cầu của NATO đã được đưa ra, cũng yêu cầu về một máy bay tiêm kích-tấn công, và Dassault đã phát triển một máy bay rất giống với Étendard II cho cuộc cạnh tranh này (Étendard VI).
Nguyên mẫu duy nhất của Étendard II bay lần đầu tiên vào ngày 23 tháng 7 năm 1956, nhưng động cơ tỏ ra thiếu hiệu quả và những nhà quản lý thấy rằng mẫu máy bay này không hứa hẹn bằng mẫu Mirage và Étendard II nhanh chóng bị hủy bỏ.
Một sự phát triển hơn nữa của khái niệm Étendard là Étendard IV đã thành công và phục vụ trong Hải quân Pháp.

## Thông số kỹ thuật (Dassault Étendard II)

### Đặc điểm riêng
- Phi đoàn: 1
- Chiều dài: 12.89 m (41 ft 3 in)
- Sải cánh: 8.74 m (27 ft 11 in)
- Chiều cao: 3.80 m (12 ft 2 in)
- Diện tích cánh: 24.2 m² (248 ft²)
- Trọng lượng rỗng: 4.210 kg (9.280 lb)
- Trọng lượng cất cánh: n/a
- Trọng lượng cất cánh tối đa: 5.650 kg (12.500 lb)
- Động cơ: 2× động cơ phản lực Turboméca Gabizo, 18.4 kN (4.140 lbf) mỗi chiếc

### Hiệu suất bay
- Vận tốc cực đại: 1.054 km/h (569 knots, 655 mph)
- Tầm bay: 1.100 km (594 nm, 680 mi)
- Trần bay: 15.000 m (48.000 ft)
- Vận tốc lên cao: n/a
- Lực nâng của cánh: 233 kg/m² (50 lb/ft²)
- Lực đẩy/trọng lượng: 0.33

### Vũ khí
- 2× pháo tự động 30 mm (1.18 in)
- Bom: 1.500 kg (3.300 lb) bom và rocket

## Nội dung liên quan

### Máy bay có cùng sự phát triển
- Dassault Étendard IV
- Dassault Étendard VI
- Dassault Super Étendard
- Dassault Mystère

### Máy bay có tính năng tương đương
- Dassault Mirage III

### Trình tự thiết kế
- Mystère: II - IV - Super - XXII - XXIV - XXVI
- Étendard: II - IV - VI - Super

### Danh sách
- Danh sách máy bay chiến đấu
- Danh sách máy bay quân sự của Pháp